# سوء استخدام العلم

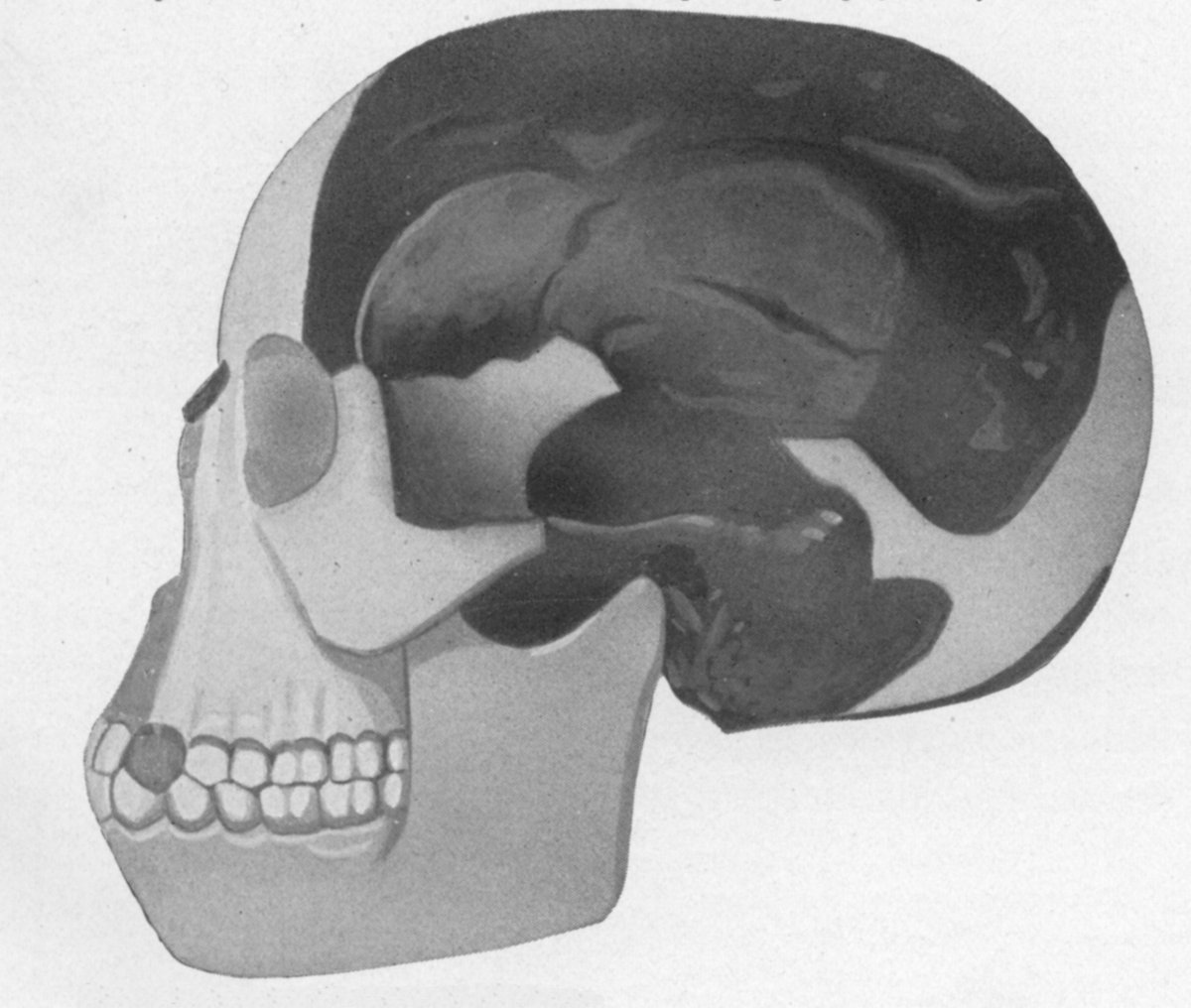

سوء استخدام العلم هو انتهاك للقواعد القياسية للسلوك العلمي والسلوك الأخلاقي في نشر البحث العلمي المهني. يقدم استعراض لانسيت (مجلة)حول التعامل مع سوء السلوك العلمي في الدول الاسكندنافية نماذج التعريفات التالية:  (مستنسخة في تقرير COPE 1999.) 
- التعريف الدانمركي: «الهم أو الإهمال الجسيم الذي يؤدي إلى تلفيق الرسالة العلمية أو ائتمان أو تركيز زائف للعالم»
- التعريف السويدي: «هدف [تحريف] عملية البحث عن طريق تلفيق البيانات أو النصوص أو الفرضيات أو الأساليب من شكل مخطوطة أو منشور لباحث آخر؛ أو تشويه عملية البحث بطرق أخرى.»

يمكن أن تكون عواقب سوء السلوك العلمي ضارة بالجناة وجمهور المجلات   وأي فرد يكشفها. وبالإضافة إلى ذلك، هناك آثار على الصحة العامة مرتبطة بتعزيز التدخلات الطبية أو غيرها بناء على نتائج بحثية خاطئة أو ملفقة.
وتشير ثلاثة في المائة من المؤسسات البحثية البالغ عددها 3475 التي تقدم تقاريرها إلى مكتب النزاهة البحثية التابع لوزارة الصحة والخدمات الإنسانية الأمريكية، إلى شكل من أشكال سوء السلوك العلمي. [بحاجة لمصدر] ومع ذلك، فإن ORI سيحقق فقط في ادعاءات المخالفات حيث تم تمويل البحث من المنح الفيدرالية. إنهم يراقبون بشكل روتيني مثل هذا المنشور البحثي للعلامات الحمراء ويخضع تحقيقهم لقانون التقادم. يمكن للمنظمات الخاصة الأخرى مثل لجنة محرري المجلات الطبية (COJE) مراقبة أفرادها فقط. [بحاجة لمصدر]
غالبًا ما يتم التحقق من صحة أساليب ونتائج الأوراق العلمية في نوادي الصحف. في هذا المكان، يمكن للأعضاء أن يقرروا فيما بينهم بمساعدة أقرانهم إذا تم استيفاء المعايير الأخلاقية للورقة العلمية.

## الدافع لاستخدام العلم بشكل سيء
وفقا لديفيد جودشتاين من كالتيك، هناك دوافع للعلماء لارتكاب سوء السلوك، والتي تم تلخيصها بإيجاز هنا.
الضغط الوظيفي
لا يزال العلم نظامًا يحركه العمل بقوة. يعتمد العلماء على السمعة الجيدة لتلقي الدعم والتمويل المستمرين، وتعتمد السمعة الجيدة إلى حد كبير على نشر أوراق علمية رفيعة المستوى. وبالتالي، هناك ضرورة قوية «للنشر أو الهلاك». من الواضح أن هذا قد يحفز العلماء اليائسين (أو المتعطشين للشهرة) على اختلاق النتائج.
سهولة تصنيع
في العديد من المجالات العلمية، غالبًا ما يكون من الصعب إعادة إنتاج النتائج بدقة، حيث يتم حجبها بالضوضاء والتحف وغيرها من البيانات الدخيلة. وهذا يعني أنه حتى إذا قام أحد العلماء بتزييف البيانات، فيمكنهم توقع الابتعاد عنها - أو على الأقل ادعاء البراءة إذا كانت نتائجهم تتعارض مع الآخرين في نفس المجال. لا توجد «شرطة علمية» مدربة على مكافحة الجرائم العلمية. يتم إجراء جميع التحقيقات من قبل خبراء في العلوم ولكن الهواة في التعامل مع المجرمين. من السهل نسبيا الغش على الرغم من صعوبة معرفة عدد العلماء المختلقين للبيانات.

## أشكال سوء استخدام العلم
تحدد مؤسسة العلوم الوطنية الأمريكية ثلاثة أنواع من سوء السلوك البحثي: التلفيق والتزوير والانتحال. 
- التلفيق هو اختلاق النتائج وتسجيلها أو الإبلاغ عنها. ويشار إلى ذلك أحيانًا باسم «الحلاقة الجافة».[9] وهناك شكل أكثر تلفيقًا حيث يتم تضمين المراجع لإعطاء الحجج مظهر قبول واسع النطاق، ولكنها في الواقع مزيفة، أو لا تدعم الحجة.[10]
- التزوير هو التلاعب في مواد أو معدات أو عمليات البحث أو تغيير البيانات أو النتائج أو حذفها بحيث لا يتم تمثيل البحث بدقة في سجل البحث.
- الانتحال هو الاستيلاء على أفكار أو عمليات أو نتائج أو كلمات شخص آخر دون إعطاء الائتمان المناسب. أحد الاستمارات هو تخصيص أفكار ونتائج الآخرين، ونشرها لجعلها تبدو وكأن المؤلف قد قام بكل العمل الذي تم الحصول على البيانات بموجبه. المجموعة الفرعية هي الاستشهاد بالانتحال - الفشل المتعمد أو المهمل في تقدير الاكتشافات الأخرى أو السابقة بشكل مناسب، لإعطاء انطباع غير صحيح بالأولوية. يُعرف هذا أيضًا باسم «فقدان الذاكرة» و «متلازمة التجاهل» و «الإهمال الببليوغرافي».[11] يمكن القول أن هذا هو النوع الأكثر شيوعًا من سوء السلوك العلمي. في بعض الأحيان يكون من الصعب تخمين ما إذا كان المؤلفون تجاهلوا عن قصد استشهاد وثيق الصلة أو افتقروا إلى المعرفة بالعمل السابق. يمكن أيضًا إعادة تخصيص رصيد الاكتشاف عن غير قصد من المكتشف الأصلي إلى باحث معروف. هذه حالة خاصة لتأثير ماثيو.[12]
  - الانتحال - تلفيق - فعل أخذ شخصية غير ذات صلة من منشور غير ذي صلة وإعادة إنتاجه بالضبط في منشور جديد، مدعيا أنه يمثل بيانات جديدة.
  - في بعض الأحيان، يعتبر الانتحال الذاتي - أو النشر المتعدد لنفس المحتوى بعناوين مختلفة أو في مجلات مختلفة - سوء سلوك في بعض الأحيان؛ تطلب المجلات العلمية من المؤلفين صراحة عدم القيام بذلك. ويشار إليها باسم «السلامي» (أي شرائح متطابقة عديدة) في لغة محرري المجلات الطبية. وفقًا لبعض المحررين، يشمل ذلك نشر نفس المقالة بلغة مختلفة.[13]

كما يتم التعرف على أنواع أخرى من سوء استخدام البحث العلمي:
- Ghostwriting - الظاهرة التي يساهم فيها شخص آخر غير المؤلف (المؤلفين) المذكور بشكل كبير. عادة، يتم ذلك لإخفاء مساهمات المؤلفين الذين لديهم تضارب في المصالح.
- على العكس من ذلك، لا يقتصر سوء السلوك البحثي على عدم إدراج التأليف،   ولكنه يشمل أيضًا إجراء منح التأليف لأولئك الذين لم يقدموا مساهمات كبيرة في البحث.[14] [15] يتم ذلك عن طريق كبار الباحثين الذين شقوا طريقهم على أوراق الباحثين المبتدئين عديمي الخبرة [16] بالإضافة إلى الآخرين الذين يكدسون التأليف في محاولة لضمان النشر. يصعب إثبات ذلك بسبب عدم الاتساق في تعريف «التأليف» أو «المساهمة الجوهرية».[17] [18] [19]
- يمكن أن يحدث سوء السلوك العلمي أيضًا أثناء عملية مراجعة الأقران من قبل مراجع أو محرر مع تضارب في المصالح. يمكن أن يؤدي الاستشهاد بالإكراه أيضًا إلى تضخيم تأثير الاستشهاد المتصور لعمل الباحث وسمعته في المجتمع العلمي [20] ، على غرار الاستشهاد الذاتي المفرط. يتوقع من المراجعين أن يكونوا محايدين وأن يقيموا جودة عملهم. يتوقع منهم إعلان تضارب المصالح للمحررين إذا كانوا زملاء أو منافسين للمؤلفين. هناك حالة نادرة لسوء السلوك العلمي هي سوء السلوك التحريري [21] ، حيث لا يعلن المحرر تضارب المصالح، أو ينشئ أسماء مستعارة لمراجعة الأوراق، أو يعطي قرارات تحريرية شديدة الصياغة لدعم المراجعات التي تقترح إضافة الاستشهادات المفرطة إلى أعمالهم غير ذات الصلة أو لإضافة أنفسهم كمؤلف مشارك أو اسمهم إلى عنوان المخطوطة.

### تعديل الصورة
مقارنة بالأشكال الأخرى من سوء السلوك العلمي، فإن الاحتيال بالصور (التلاعب بالصور لتشويه معانيها) له أهمية خاصة لأنه يمكن اكتشافه بشكل متكرر من قبل أطراف خارجية. في عام 2006، اكتسبت مجلة بيولوجيا الخلية دعاية لإجراء اختبارات للكشف عن التلاعب بالصور في الأوراق التي كانت قيد النظر للنشر. كان هذا ردا على الاستخدام المتزايد للبرامج مثل Adobe Photoshop من قبل العلماء، مما يسهل معالجة الصور. ومنذ ذلك الحين، قام المزيد من الناشرين، بما في ذلك مجموعة Nature Publishing Group ، بإجراء اختبارات مماثلة ويطلبون من المؤلفين تقليل وتحديد مدى التلاعب بالصور عند تقديم مخطوطة للنشر. ومع ذلك، هناك القليل من الأدلة التي تشير إلى أن هذه الاختبارات يتم تطبيقها بدقة. تم الإبلاغ عن ورقة طبيعة واحدة نشرت في عام 2009 لاحقًا تحتوي على حوالي 20 حالة منفصلة من الاحتيال في الصور.
على الرغم من أن نوع التلاعب المسموح به يمكن أن يعتمد بشكل كبير على نوع التجربة التي يتم تقديمها ويختلف أيضًا من مجلة إلى أخرى، بشكل عام لا يُسمح بالتلاعب التالي:  

- ربط صور مختلفة معًا لتمثيل تجربة واحدة وتغيير السطوع والتباين لجزء فقط من الصورة
- أي تغيير يخفي المعلومات، حتى عندما يعتبر غير ملائم، والذي يشمل:
  - تغيير السطوع والتباين لترك الإشارة الأكثر كثافة فقط
  - باستخدام أدوات استنساخ لإخفاء المعلومات
- تظهر فقط جزء صغير جدًا من الصورة بحيث لا تكون المعلومات الإضافية مرئية

تتم معالجة الصور عادةً على الصور المتكررة بصريًا مثل تلك الموجودة في البقع الغربية أو الأنسجة أو تصورات البيانات مثل الرسوم البيانية.

## مسؤولية المؤلفين والمشاركين في التأليف
من المتوقع أن يقوم جميع مؤلفي المنشور العلمي بمحاولات معقولة للتحقق من النتائج المقدمة إلى المجلات الأكاديمية للنشر.
عادة ما يُنظر إلى تقديم النتائج العلمية في وقت واحد إلى أكثر من مجلة أو نشر مكرر للنتائج على أنها سوء سلوك، بموجب ما يُعرف بقاعدة إنغلفنغر، التي سميت على اسم محرر مجلة نيو إنجلاند للطب 1967-1977، فرانز إنغلفنغر.
عادة ما يُنظر إلى تأليف الضيف (حيث يوجد تأليف مذكور في غياب المشاركة، يُعرف أيضًا باسم تأليف الهدية) وتأليف الأشباح (حيث لا يتم سرد المؤلف الحقيقي كمؤلف) كأشكال من سوء سلوك البحث. في بعض الحالات، اتُهم مؤلفو أبحاث مزورة بسلوك غير لائق أو سوء سلوك في البحث لفشلهم في التحقق من التقارير التي كتبها آخرون أو من قبل كفيل تجاري. تشمل الأمثلة حالة جيرالد شاتن الذي شارك في تأليفه مع هوانج وو-سوك، وقضية البروفيسور جيفري تشامبرلين الذي تم تسميته كمؤلف ضيف للأوراق ملفقة من قبل مالكولم بيرس، (تم تبرئة تشامبرلين من التواطؤ في خداع بيرس) - والمؤلفين مع جان هندريك شون في مختبرات بيل. تشمل الحالات الأكثر حداثة حالة تشارلز نيمروف، ثم رئيس تحرير Neuropsychopharmacology ، وقضية موثقة جيدًا تتعلق بعقار Actonel.
من المتوقع أن يحتفظ المؤلفون بجميع بيانات الدراسة للفحص اللاحق حتى بعد النشر. يمكن اعتبار الفشل في الاحتفاظ بالبيانات على أنه سوء سلوك. تتطلب بعض المجلات العلمية أن يقدم المؤلفون معلومات للسماح للقراء بتحديد ما إذا كان المؤلفون قد يكون لديهم تضارب في المصالح التجارية أو غير التجارية. كما يُطلب من المؤلفين بشكل عام تقديم معلومات حول الجوانب الأخلاقية للبحث، لا سيما عندما يشمل البحث مشاركين من البشر أو الحيوانات أو استخدام المواد البيولوجية. قد يُعتبر تقديم معلومات غير صحيحة للمجلات بمثابة سوء سلوك. وقد شجعت الضغوط المالية على الجامعات هذا النوع من سوء السلوك. غالبية الحالات الأخيرة من سوء السلوك المزعوم التي تنطوي على تضارب في المصالح لم يتم الكشف عنها أو فشل المؤلفين في رؤية البيانات العلمية تنطوي على البحث التعاوني بين العلماء وشركات التكنولوجيا الحيوية.

## مسؤوليات مؤسسات البحث
بشكل عام، يتطلب تحديد ما إذا كان الفرد مذنباً بارتكاب سوء سلوك أم لا إجراء تحقيق مفصل من قبل المؤسسة الأكاديمية التي تستخدم الفرد. تتطلب مثل هذه التحقيقات عمليات مفصلة وصارمة ويمكن أن تكون مكلفة للغاية. علاوة على ذلك، كلما كان الشخص المشتبه فيه أكبر، كلما زاد احتمال أن يؤدي تضارب المصالح إلى تعريض التحقيق للخطر. في العديد من البلدان (باستثناء الولايات المتحدة)، لا يعد اكتساب الأموال على أساس البيانات الاحتيالية مخالفة قانونية، وبالتالي لا يوجد منظم للإشراف على التحقيقات في سوء السلوك البحثي المزعوم. وبالتالي فإن لدى الجامعات القليل من الحوافز للتحقيق في الادعاءات بطريقة قوية، أو التصرف بناءً على نتائج هذه التحقيقات إذا كانت تبرر الادعاء.
توضح الحالات التي تم نشرها جيدًا الدور المحتمل الذي يلعبه كبار الأكاديميين في المؤسسات البحثية في إخفاء سوء السلوك العلمي. أظهر تحقيق داخلي أجرته King's College (لندن) أن نتائج البحث التي توصل إليها أحد باحثيه «غير موثوقة في أفضل الأحوال، وفي كثير من الحالات زائفة»، لكن الكلية لم تتخذ أي إجراء، مثل سحب الأبحاث المنشورة ذات الصلة أو منع حدوث المزيد من الحلقات. بعد 10 سنوات فقط، عندما تم التحقيق في شكل منفصل تمامًا من سوء السلوك من قبل نفس الشخص من قبل المجلس الطبي العام، ظهر التقرير الداخلي. [بحاجة لمصدر]

في حالة أحدث، تحقيق داخلي في المركز الوطني لعلوم الخلية (NCCS)، قرر بون أن هناك أدلة على سوء السلوك من قبل الدكتور جوبال كوندو، ولكن تم تنظيم لجنة خارجية بعد ذلك رفضت الادعاء، وأصدرت NCCS مذكرة تبرئ مؤلفي جميع تهم سوء السلوك. دون ردع من تبرئة NCCS ، سحبت المجلة ذات الصلة (مجلة الكيمياء البيولوجية) الورقة بناءً على تحليلها الخاص.

## مسؤوليات الزملاء العلميين غير المشاركين
يعتقد بعض الأكاديميين أن الزملاء العلميين الذين يشتبهون في سوء السلوك العلمي يجب أن يفكروا في اتخاذ إجراءات غير رسمية بأنفسهم، أو الإبلاغ عن مخاوفهم. هذا السؤال له أهمية كبيرة لأن الكثير من الأبحاث تشير إلى أنه من الصعب جدًا على الناس التصرف أو التقدم عندما يرون سلوكًا غير مقبول، وما لم يتلقوا مساعدة من منظماتهم. قد يساعد «دليل سهل الاستخدام» ووجود أمين مظالم تنظيمي سري الأشخاص الذين لا يعرفون ما يجب فعله أو يخشون العواقب السيئة على التحدث.

## مسؤولية المجلات
الدوريات هي المسؤولة عن حماية سجل البحث وبالتالي لها دور حاسم في التعامل مع سوء السلوك المشتبه فيه. هذا معترف به من قبل لجنة أخلاقيات النشر (COPE) التي أصدرت مبادئ توجيهية واضحة  بشأن النموذج (على سبيل المثال التراجع) التي يجب أن تتخذها المخاوف بشأن سجل البحث.
- ينص المبادئ التوجيهية على COPE على أنه ينبغي لمحرري المجلات أن ينظروا في سحب منشور ما إذا كان لديهم دليل واضح على أن النتائج لا يمكن الاعتماد عليها، إما نتيجة لسوء السلوك (مثل تلفيق البيانات) أو خطأ صادق (مثل سوء التقدير أو الخطأ التجريبي). كما أن التراجع مناسب في حالات النشر الزائد والانتحال والبحوث غير الأخلاقية.
- يجب على محرري المجلة النظر في إصدار تعبير عن القلق إذا تلقوا أدلة غير حاسمة على إجراء بحث أو سوء سلوك في المنشور من قبل المؤلفين، وهناك أدلة على أن النتائج لا يمكن الاعتماد عليها ولكن مؤسسة المؤلفين لن تحقق في القضية، ويعتقدون أن التحقيق في سوء السلوك المزعوم المتعلق بالمنشور إما لم يكن، أو لن يكون، عادلًا ومحايدًا أو قاطعًا، أو يجري تحقيق ولكن الحكم لن يكون متاحا لفترة طويلة.
- يجب على محرري المجلة النظر في إصدار تصحيح إذا ثبت أن جزءًا صغيرًا من منشور موثوق به مضلل (خاصة بسبب خطأ صريح)، أو أن قائمة المؤلف / المساهم غير صحيحة (أي تم حذف المؤلف المستحق أو شخص لا يلتقي تم تضمين معايير التأليف).

ظهرت أدلة في عام 2012 على أن المجلات تتعلم من الحالات التي يوجد فيها دليل قوي على سوء سلوك محتمل، مع وجود مشكلات قد تؤثر على جزء كبير من النتائج، غالبًا ما تفشل في إصدار تعبير عن القلق أو تتوافق مع المؤسسة المضيفة حتى يمكن إجراء تحقيق . في إحدى الحالات، أصدرت مجلة علم الأورام السريري تصحيحًا على الرغم من الأدلة القوية على أن الورقة الأصلية كانت غير صالحة.   في حالة أخرى، سمحت الطبيعة بنشر تصويب على الرغم من وجود أدلة واضحة على احتيال الصورة. تطلب التراجع اللاحق للورقة تصرفات المبلغين المستقلين.
ركزت حالتا يواكيم بولدت ويوشيتاكا فوجي في علم التخدير على الدور الذي تلعبه الدوريات في إدامة الاحتيال العلمي وكيفية التعامل معه. في حالة بولت، أدلى رؤساء التحرير لـ 18 دورية متخصصة (التخدير والعناية المركزة) ببيان مشترك بشأن 88 تجربة سريرية منشورة أجريت بدون موافقة لجنة الأخلاقيات. في قضية فوجي، التي تضم ما يقرب من 200 بحث، قبلت مجلة Anesthesia &amp; Analgesia ، التي نشرت 24 من أوراق فوجي، أن معالجتها للقضية كانت غير كافية. بعد نشر رسالة إلى المحرر من Kranke وزملائه في أبريل 2000،  إلى جانب رد غير محدد من الدكتور فوجي، لم تكن هناك متابعة بشأن ادعاء التلاعب في البيانات ولا طلب لمراجعة مؤسسية من بحث الدكتور فوجي. استمر التخدير والتسكين في نشر 11 مخطوطة إضافية للدكتور فوجي بعد ادعاءات 2000 بالاحتيال على البحث، حيث صرح المحرر ستيفن شافر  في مارس 2012 بأنه لم يكن من المفترض أن يتم نشر التقديمات اللاحقة للدورية من قبل الدكتور فوجي دون أول تدقيق ادعاءات الاحتيال. في أبريل 2012 قاد شيفر مجموعة من المحررين لكتابة بيان مشترك،  في شكل إنذار متاح للجمهور لعدد كبير من المؤسسات الأكاديمية حيث تم توظيف فوجي، مما يتيح لهذه المؤسسات فرصة التصديق لسلامة الجزء الأكبر من الأوراق المزورة.

## عواقب العلم
تختلف عواقب الاحتيال العلمي بناءً على شدة الاحتيال، ومستوى الإشعار الذي يتلقاه، ومدة عدم اكتشافه. بالنسبة لحالات الأدلة الملفقة، يمكن أن تكون العواقب واسعة النطاق، حيث يعمل الآخرون على تأكيد (أو دحض) النتائج الزائفة، أو مع تشويه جداول أعمال البحث لمعالجة الأدلة الاحتيالية. إن احتيال Piltdown Man هو مثال على ذلك: لقد تم إخفاء أهمية الحفريات الحسنة التي تم العثور عليها لعقود لأنها اختلفت مع رجل Piltdown والمفاهيم المسبقة التي دعمتها تلك الأحافير المزيفة. بالإضافة إلى ذلك، قضى عالم الحفريات البارز آرثر سميث وودوارد وقتًا في Piltdown كل عام حتى وفاته، محاولًا العثور على المزيد من بقايا Piltdown Man. منع التوجيه الخاطئ للموارد الآخرين من أخذ الأحافير الحقيقية بجدية أكبر وأخر الوصول إلى فهم صحيح للتطور البشري. (الطفل Taung ، الذي كان ينبغي أن يكون جرس الموت للرأي القائل بأن الدماغ البشري قد تطور أولاً، تم التعامل معه بدلاً من ذلك بشكل حاسم للغاية بسبب اختلافه مع دليل Piltdown Man.)
في مثل حالة البروفيسور دون بولدرمانز، حدث سوء السلوك في تقارير تجارب العلاج لمنع الوفاة واحتشاء عضلة القلب في المرضى الذين يخضعون للعمليات. تم الاعتماد على تقارير التجارب لإصدار المبادئ التوجيهية التي تم تطبيقها لسنوات عديدة عبر أمريكا الشمالية وأوروبا.
وفي مثل حالة الدكتور ألفريد ستينشنايدر، فقد عقدين وعشرات الملايين من الدولارات البحثية في محاولة للعثور على العلاقة المراوغة بين توقف التنفس أثناء نوم الرضيع، والتي قال ستينشنايدر إنه لاحظها وسجلها في مختبره، ومتلازمة موت الرضيع المفاجئ (SIDS)، التي ذكر أنها كانت مقدمة. تم تفجير الغلاف في عام 1994، بعد 22 عامًا من ورقة Steinschneider لطب الأطفال لعام 1972 التي تدعي وجود مثل هذه العلاقة،  عندما تم القبض على Waneta Hoyt ، والدة المرضى في الورقة، وإدانة وإدانة في خمس تهم بجرائم من الدرجة الثانية ل الموت الخانق لأطفالها الخمسة. في حين أن هذا في حد ذاته كان سيئًا بما فيه الكفاية، فإن الورقة، التي يُفترض أنها كتبت كمحاولة لإنقاذ حياة الرضع، كانت من المفارقات أنها استخدمت في نهاية المطاف كدفاع من قبل الآباء المشتبهين في العديد من حالات وفاة أطفالهم في حالات متلازمة مونشاوسين بالوكالة. تم الاستشهاد بورقة طب الأطفال لعام 1972 في 404 ورقة في الفترة الانتقالية ولا تزال مدرجة في Pubmed دون تعليق.

## العواقب لمن يكشفون سوء الأستخدام
إن العواقب الوخيمة المحتملة على الأفراد الذين ثبت تورطهم في سوء السلوك تنعكس أيضًا على المؤسسات التي تستضيفهم أو توظفهم وأيضًا على المشاركين في أي عملية مراجعة من النظراء سمحت بنشر بحث مشكوك فيه. وهذا يعني أن مجموعة من الفاعلين في أي حال قد يكون لديهم دافع لقمع أي دليل أو اقتراح على سوء السلوك. الأشخاص الذين يكشفون عن مثل هذه الحالات، ويطلق عليهم عادة المبلغون عن المخالفات، يجدون أنفسهم عرضة للانتقام من خلال عدد من الوسائل المختلفة. وقد دفعت هذه العواقب السلبية على مفضلي سوء السلوك إلى تطوير مواثيق الإبلاغ عن المخالفات - المصممة لحماية أولئك الذين يثيرون المخاوف. غالبًا ما يكون المخبر وحده وحده في معركته - تصبح مسيرته المهنية معتمدة تمامًا على القرار بشأن سوء السلوك المزعوم. إذا ثبت أن الاتهامات كاذبة، فإن مهنتهم مدمرة تمامًا، ولكن حتى في حالة اتخاذ قرار إيجابي ، فإن مهنة المبلغين عن المخالفات يمكن أن تكون موضع تساؤل: سمعتهم في «مثيري الشغب» ستمنع العديد من أصحاب العمل من توظيفهم. لا توجد هيئة دولية حيث يمكن للمبلغ عن مخاوفهم. إذا فشلت الجامعة في التحقيق في الاحتيال المشتبه به أو قدمت تحقيقًا زائفًا للحفاظ على سمعتها ، فلا يحق للمبلغ عن الاستئناف.

## التعرض للبيانات الاحتيالية
مع تقدم الإنترنت ، هناك الآن العديد من الأدوات المتاحة للمساعدة في الكشف عن الانتحال والنشر المتعدد في الأدبيات الطبية الحيوية. إحدى الأدوات التي طورها الباحثون في مختبر الدكتور هارولد غارنر في المركز الطبي الجنوبي الغربي بجامعة تكساس في دالاس هي Déjà vu ،  وهي قاعدة بيانات مفتوحة الوصول تحتوي على عدة آلاف من حالات النشر المكرر. تم اكتشاف جميع الإدخالات في قاعدة البيانات من خلال استخدام خوارزمية استخراج البيانات النصية eTBLAST ، التي تم إنشاؤها أيضًا في مختبر الدكتور غارنر. أثار إنشاء Déjà vu  والتصنيف اللاحق لعدة مئات من المقالات الواردة فيه الكثير من النقاش في المجتمع العلمي فيما يتعلق بقضايا مثل السلوك الأخلاقي ومعايير المجلة وحقوق النشر الفكرية. وقد تم نشر دراسات حول قاعدة البيانات هذه في مجلات مثل Nature و Science وغيرها. 
الأدوات الأخرى التي يمكن استخدامها للكشف عن البيانات الاحتيالية تشمل تحليل الخطأ . تحتوي القياسات بشكل عام على مقدار صغير من الخطأ ، والقياسات المتكررة لنفس العنصر ستؤدي بشكل عام إلى اختلافات طفيفة في القراءات. يمكن تحليل هذه الاختلافات ، واتباع بعض الخصائص الرياضية والإحصائية المعروفة. إذا بدت مجموعة من البيانات مخلصة للغاية للفرضية ، أي أن مقدار الخطأ الذي يكون عادة في مثل هذه القياسات لا يظهر ، يمكن استخلاص استنتاج مفاده أن البيانات قد تكون مزورة. عادةً ما لا يكون تحليل الأخطاء وحده كافيًا لإثبات أن البيانات قد تم تزويرها أو تلفيقها ، ولكنها قد توفر الأدلة الداعمة اللازمة لتأكيد الشك في سوء السلوك.

## تبادل البيانات
تشير كيربي لي وليزا بيرو إلى أنه «على الرغم من أن مراجعة البيانات الأولية يمكن أن تكون صعبة وتستغرق وقتًا طويلاً ومكلفة ، فإن وجود مثل هذه السياسة سيجعل المؤلفين أكثر مساءلة بشأن دقة بياناتهم ويحتمل أن يقلل الاحتيال العلمي أو سوء السلوك».

## حالات فردية بارزة
تم إدانة أندرو ويكفيلد، الذي ادعى وجود صلة بين لقاح الحصبة والنكاف والحصبة الألمانية، والتوحد ومرض التهاب الأمعاء، بالخيانة في بحثه وحظره المجلس الطبي العام في المملكة المتحدة من الأدوية بعد تحقيق أجراه بريان دير من صحيفة لندن صنداي تايمز.

## روابط خارجية
- قائمة مرجعية لأخلاقيات النشر (PDF) (للاستخدام الروتيني أثناء تقديم المخطوطة إلى مجلة علمية)